# Понте, Матео
Мате́о По́нте Ко́ста (исп. Mateo Ponte Costa; род. 24 мая 2003, Монтевидео) — уругвайский футболист, защитник клуба «Данубио».

## Клубная карьера
Понте — воспитанник клуба «Данубио». 4 февраля 2021 года в матче против столичного «Ривер Плейт» он дебютировал в уругвайской Примере. По итогам сезона клуб вылетел в уругвайскую Сегунду, но игрок остался в команде и спустя год помог ей вернуться в элиту. 26 февраля 2023 года в поединке против «Пласа Колония» Матео забил свой первый гол за «Данубио».

## Международная карьера
В 2023 году в составе молодёжной сборной Уругвая Понте принял участие в молодёжном чемпионате Южной Америки в Колумбии. На турнире он сыграл в матчах против сборных Колумбии, Чили, Парагвая, Бразилии, а также дважды Венесуэлы и Эквадора.
В том же году Понте стал победителем молодёжного чемпионата мира в Аргентине. На турнире он сыграл в матчах против команд Ирака, Англии, Туниса, Гамбии и США.

## Достижения
Международные
 Уругвай (до 20)
- Победитель молодёжного чемпионата мира — 2023